# Гейфорк (Каліфорнія)
Гейфорк (англ. Hayfork) — переписна місцевість (CDP) в США, в окрузі Триніті штату Каліфорнія. Населення — 2324 особи (2020).

## Географія
Гейфорк розташований за координатами 40°34′33″ пн. ш. 123°7′25″ зх. д. / 40.57583° пн. ш. 123.12361° зх. д. (40.575871, -123.123629).  За даними Бюро перепису населення США в 2010 році переписна місцевість мала площу 186,79 км², з яких 186,73 км² — суходіл та 0,06 км² — водойми.

### Клімат
| Клімат : Гейфорк                         | Клімат : Гейфорк | Клімат : Гейфорк | Клімат : Гейфорк | Клімат : Гейфорк | Клімат : Гейфорк | Клімат : Гейфорк | Клімат : Гейфорк | Клімат : Гейфорк | Клімат : Гейфорк | Клімат : Гейфорк | Клімат : Гейфорк | Клімат : Гейфорк | Клімат : Гейфорк |
| Показник                                 | Січ.             | Лют.             | Бер.             | Квіт.            | Трав.            | Черв.            | Лип.             | Серп.            | Вер.             | Жовт.            | Лист.            | Груд.            | Рік              |
| Абсолютний максимум, °C                  | 21,7             | 27,2             | 32,2             | 35,0             | 38,3             | 42,8             | 42,8             | 43,9             | 41,7             | 37,8             | 36,1             | 21,7             | 43,9             |
| Середній максимум, °C                    | 9,9              | 12,8             | 16,4             | 19,4             | 23,9             | 28,7             | 33,9             | 33,7             | 29,4             | 23,7             | 15,8             | 9,8              | 21,4             |
| Середній мінімум, °C                     | −3,1             | −2,3             | −1,3             | 0,3              | 2,6              | 5,0              | 7,2              | 6,2              | 3,2              | −0,1             | −1,3             | −2,4             | 1,2              |
| Абсолютний мінімум, °C                   | −18,9            | −18,9            | −11,1            | −11,7            | −6,7             | −5               | 0,0              | −0,6             | −5               | −10,6            | −13,3            | −20              | −20              |
| Норма опадів, мм                         | 157              | 128              | 95               | 47               | 30               | 15               | 5                | 7                | 17               | 52               | 123              | 170              | 846              |
| ---------------------------------------- | ---------------- | ---------------- | ---------------- | ---------------- | ---------------- | ---------------- | ---------------- | ---------------- | ---------------- | ---------------- | ---------------- | ---------------- | ---------------- |
| Джерело: Western Regional Climate Center |                  |                  |                  |                  |                  |                  |                  |                  |                  |                  |                  |                  |                  |

## Демографія
Згідно з переписом 2010 року, у переписній місцевості мешкало 2368 осіб у 1024 домогосподарствах у складі 593 родин. Густота населення становила 13 особи/км².  Було 1213 помешкання (6/км²).
Расовий склад населення:
| - 84,4 % — білих - 6,8 % — корінних американців - 0,3 % — азіатів - 0,2 % — чорних або афроамериканців - 0,1 % — вихідців з тихоокеанських островів - 1,6 % — осіб інших рас |

До двох чи більше рас належало 6,5 %. Частка іспаномовних становила 8,0 % від усіх жителів.
За віковим діапазоном населення розподілялося таким чином: 19,9 % — особи молодші 18 років, 61,3 % — особи у віці 18—64 років, 18,8 % — особи у віці 65 років та старші. Медіана віку мешканця становила 46,9 року. На 100 осіб жіночої статі у переписній місцевості припадало 103,8 чоловіків;  на 100 жінок у віці від 18 років та старших — 109,6 чоловіків також старших 18 років.
Медіана доходів становила 19 897 доларів для чоловіків та 32 995 доларів для жінок. За межею бідності перебувало 24,6 % осіб, у тому числі 34,7 % дітей у віці до 18 років та 12,9 % осіб у віці 65 років та старших.
Цивільне працевлаштоване населення становило 1255 осіб. Основні галузі зайнятості: мистецтво, розваги та відпочинок — 43,2 %, освіта, охорона здоров'я та соціальна допомога — 17,9 %, фінанси, страхування та нерухомість — 9,7 %, публічна адміністрація — 8,7 %.